# Telejornal noturno
Telejornal noturno é um nome genérico dado a um telejornal transmitido durante a programação noturna em estações de televisão em variados países.

## Países

### Portugal
Na primeira década da televisão em Portugal, os programas eram exibidos, apenas, em horário nobre, com a informação a ocupar um espaço privilegiado na programação da RTP. Entre 1957 e 1959, existiam três noticiário exibidos pela RTP: Noticiário (notícias lidas ilustradas por imagens), Jornal de Actualidades (reportagens filmadas, semelhantes aos cinejornais) e Últimas Notícias (síntese). Os dois primeiros eram exibidos sucessivamente às 22h e o último no final da emissão, por volta das 23h.
Em julho de 1959, os três noticiários fundiram-se no Jornal RTP que, a 19 de outubro desse ano, se tornou o Telejornal, ainda hoje em exibição e o programa mais antigo da televisão portuguesa. Ao longo dos anos, foi aumentando o número de edições, chegando a ter quatro edições diárias até 1974, três delas em horário nobre (19h30, 21h30 e no final da emissão, entre as 23h e às 0h30), posteriormente reduzida para três, com duas em horário nobre (20h30 e final da emissão).
A 16 de outubro de 1978, com a reestruturação da RTP, a última edição do Telejornal foi substituída por um novo serviço de notícias chamado 24 Horas, que viria a ser um telejornal noturno nas décadas seguintes.
Com o início das emissões das televisões privadas em Portugal (SIC e TVI), estes canais também passaram a dispor de serviços de noticiário emitidos no final da emissão: o Último Jornal na SIC e o Ponto Final na TVI.
No entanto, à medida que os canais generalistas começaram a transmitir 24 horas por dia, estes serviços noticiosos terminaram, sendo o último a ser emitido o 24 Horas, em 2003, passando este tipo de noticiários a ser emitido, apenas, nos canais de informação, que fazem um resumo das principais notícias do dia e analisar as manchetes dos jornais impressos.
| Canal        | Nome                 | Hora  | Duração | Estreia | Pivots                                                                                        | Site         |
| ------------ | -------------------- | ----- | ------- | ------- | --------------------------------------------------------------------------------------------- | ------------ |
| RTP3         | 24 Horas             | 0h    | 1h      | 2004    | Daniel Catalão, Fátima Araújo, Vanessa Pereira Correia                                        | RTP Play     |
| SIC Notícias | Jornal da Meia-Noite | 23h48 | 2h      | 2008    | Ana Peneda Moreira, Rodrigo Pratas, Rosa de Oliveira Pinto, Mónica Martins, Nelma Serpa Pinto | SIC Notícias |
| CNN Portugal | CNN Meia Noite       | 23h50 | 2h      | 2021    | Cláudio Carvalho, Sara de Melo Rocha                                                          | CNN Portugal |
| CMTV         | Jornal da Meia-Noite | 0h30  | 1h      |         |                                                                                               |              |

#### Historial por canal

##### RTP1
| Nome             | Hora     | Estreia   | Término   | Ref.          |
| ---------------- | -------- | --------- | --------- | ------------- |
| 24 Horas         | 22h30-3h | 1978 1986 | 1982 2003 | [ 9 ]         |
| Jornal da Guerra | 0h-3h    | 2003      | 2003      | [ 11 ]        |
| Últimas Notícias | 22h-0h   | 1982 1983 | 1983 1984 | [ 12 ]        |
| Último Jornal    | 22h-0h   | 1982 1985 | 1983 1986 | [ 13 ] [ 14 ] |

##### RTP2
| Nome             | Hora    | Estreia | Término | Ref.   |
| ---------------- | ------- | ------- | ------- | ------ |
| Último Jornal    | 22h-23h | 1983    | 1984    | [ 15 ] |
| Últimas Notícias | 22h30   | 1986    | 1986    | [ 16 ] |
| 24 Horas         | 0h      | 2013    | 2014    | [ 17 ] |

##### SIC
| Nome          | Hora     | Estreia | Término | Ref.   |
| ------------- | -------- | ------- | ------- | ------ |
| Último Jornal | 23h30-3h | 1992    | 2001    | [ 18 ] |